# Pardosa agrestis purbeckensis
Pardosa agrestis purbeckensis is een spinnenondersoort in de taxonomische indeling van de wolfspinnen (Lycosidae).
Het dier behoort tot het geslacht Pardosa. De wetenschappelijke naam van de soort werd voor het eerst geldig gepubliceerd in 1895 door Frederick Octavius Pickard-Cambridge.